# Ложный Горн
Ложный Горн (исп. Falso Cabo de Hornos) — мыс, самая южная точка полуострова Харди на острове Осте архипелага Огненная Земля.
Настоящий мыс Горн находится на маленьком острове, но после его открытия многие путешественники принимали за него южную оконечность острова Осте, который сам отделён от главного острова архипелага узким проливом Бигля. В настоящее время профессиональные мореплаватели подобной ошибки практически не совершают.
Сам Ложный Горн находится в 56 км к северо-западу от настоящего.
Климат мыса характерен для южной части архипелага — ветреный, дождливый с мягкой зимой и прохладным летом. Температура в течение года колеблется от 0 °С до 15 °C.
Несмотря на путаницу, ни один из мысов не является крайней точкой Южной Америки — ни как континента, ни как части света.